# Station Sekime-Takadono
Station Sekime-Takadono  (関目高殿駅,  Sekime-Takadono-eki) is een metrostation in de wijk Asahi-ku in Osaka, Japan. Het wordt aangedaan door de Tanimachi-lijn.

## Treindienst

### Tanimachi-lijn(stationsnummer T15)
| 1 | ■ Tanimachi-lijn | richting Higashi-Umeda, Tennōji en Yao-Minami |
| 2 | ■ Tanimachi-lijn | richting Dainichi                             |

## Geschiedenis
Het station werd in 1977 geopend.

## Overig openbaar vervoer
Bussen 33, 35 en 78

## Stationsomgeving
- Station Sekime aan de Keihan-lijn
- Marutoku Ichiba (supermarkt)
- Mister Donut
- Shop 99 (voordeelwinkel)
- Geo (tweedehandswinkel voor boeken en multimedia)
- Big Boy (restaurant)
- 7-Eleven
- FamilyMart
- McDonald's
- Lawson
- Drug Segami (drogisterij)
- Asahi-park
- Autoweg 163

Dainichi · Moriguchi · Taishibashi-Imaichi · Sembayashi-Omiya · Sekime-Takadono · Noe-Uchindai · Miyakojima · Tenjimbashisuji Rokuchōme · Nakazakicho · Higashi-Umeda · Minami-Morimachi · Temmabashi · Tanimachi Yonchōme · Tanimachi Rokuchōme · Tanimachi Kyūchōme · Shitennōji-mae Yūhigaoka · Tennōji · Abeno · Fuminosato · Tanabe · Komagawa-Nakano · Hirano · Kire-Uriwari · Deto · Nagahara · Yao-Minami